# I Quindici
I Quindici era un'enciclopedia per ragazzi molto diffusa in Italia negli anni sessanta e settanta. Costituiva la versione italiana dell'enciclopedia statunitense Childcraft le cui prime edizioni risalivano agli anni trenta.

## Origini, storia, struttura
I Quindici, I Libri del Come e del Perché, derivavano dall'omologa enciclopedia statunitense Childcraft - the How and Why Library, edita in Italia dalla Field Educational Italia dal 1964 alla fine degli anni settanta.
L'opera era composta da quindici volumi (da cui il nome) e venduta porta a porta con pagamento rateale. I primi quattordici volumi (i primi tredici nella prima edizione del 1964) si rivolgevano a ragazzi fino ai 10 anni e ogni volume era tematico, mentre il quindicesimo volume (il quattordicesimo nella prima edizione), intitolato "Voi e il vostro bambino", si rivolgeva ai genitori e conteneva quasi 600 voci su come avrebbero dovuto conoscere, allevare, educare e curare i propri figli. Il quindicesimo volume della prima edizione del 1964 aveva un numero minore di pagine e si intitolava "Guida e indici".
Il direttore dell'opera era Armando Guidetti S.I. mentre Filippo Maggi curò la parte grafica. Altri collaboratori italiani sono stati Aldo Agazzi, Vittoria Belluschi, Dino S. Beretta, Andrea Cavalli Dell'Ara, Jolanda Colombini Monti, Roberto Costa, Giancarlo Masini, Deda Pini, Luigi Santucci, Francesco Valori, Domenico Volpi, Severino Baraldi.

## Volumi
Prima edizione (1964) - dorsi multicolori
1. Poesie e rime
2. Racconti e fiabe
3. Il mondo e lo spazio
4. La vita intorno a noi
5. Feste e costumi
6. Come le cose cambiano
7. Come si fanno le cose
8. Come funzionano le cose
9. Fare e costruire
10. Cosa fanno gli uomini
11. Scienziati e inventori
12. Pionieri e patrioti
13. Personaggi da conoscere
14. Voi e il vostro bambino
15. Guida e indici

Edizioni successive al 1964 - dorsi multicolori
1. Poesie e rime
2. Racconti e fiabe
3. Il mondo e lo spazio
4. La vita intorno a noi
5. Feste e costumi
6. Come le cose cambiano
7. Come si fanno le cose
8. Come funzionano le cose
9. Fare e costruire
10. Cosa fanno gli uomini
11. Scienziati e inventori
12. Pionieri e patrioti
13. Personaggi da conoscere
14. Luoghi da conoscere
15. Voi e il vostro bambino

Edizione "Nero su crema"
1. Poesie e rime
2. Racconti e fiabe
3. Il mondo e lo spazio
4. Le piante
5. Gli animali
6. Io e noi
7. Come funzionano le cose
8. Come si fanno le cose
9. Cosa fanno gli uomini
10. Come le cose cambiano
11. Feste e costumi
12. Luoghi da conoscere
13. Guardando s'impara
14. Fare e costruire
15. Voi e il vostro bambino

Edizione "Oro su nero"
1. Poesie e rime
2. Racconti e fiabe
3. Personaggi italiani famosi
4. Personaggi stranieri famosi
5. Personaggi stranieri famosi
6. Il mondo e lo spazio
7. La vita intorno a noi
8. Come funzionano le cose
9. Come si fanno le cose
10. Luoghi da conoscere
11. Feste e costumi
12. Come le cose cambiano
13. Cosa fanno gli uomini
14. Fare e costruire
15. Voi e il vostro bambino

Edizione "I Mitici Quindici" (2006) con parte dei dorsi multicolori
1. Filastrocche, poesie e canzoni
2. Racconti fantastici
3. Il regno animale
4. Animali ieri e oggi
5. Il regno vegetale
6. Oggetti intorno a noi
7. Strumenti e meccanismi
8. Inventa e gioca
9. Giromondo
10. Fantasia e colori
11. Raccontitalia
12. Il pianeta e le stelle
13. Figure nella storia
14. Io e gli altri
15. Il mio bambino